# Pedrero (métro de Santiago)
Pedrero est une station de la Ligne 5 du métro de Santiago, dans les communes de Macul, La Florida et San Joaquín.

## La station
La station est ouverte depuis 1997.

## Origine étymologique
Son nom dérive de l'ex-Camino Pedrero (maintenant Avenue Departamental), Avenue Antonio Acevedo Hernandez et le stade Colo-Colo, actuellement situé d'où vient le Stade Monumental.